# Top BD
Top BD est une collection française d'albums de bandes dessinées pour la jeunesse, éditée par les Éditions Lug (puis reprise par Semic) et proposant des traductions des comics américains de la maison d'édition Marvel Comics. Il y eut 44 numéros, de janvier 1983 à décembre 1996.
La collection proposait des adaptations de films, mais aussi des romans graphiques (les Marvel Graphic Novels (en)) d'artistes Marvel, à deux exceptions près : les albums Top BD sur l'adaptation de la série animée Blackstar et celui intitulé Demain les monstres, les deux étant dessinés par un artiste de Lug, le français Jean-Yves Mitton.

## Numéros parus
1. Dark Crystal
(Marvel Comics Super Special #24 : « The Dark Crystal » ; janvier 1983)[1]
Scénario : David Kraft - Dessins : Brett Blevins - Encrage : Vince Colletta[2]
2. La mort de Captain Marvel
(Marvel Graphic Novel (en) #1 : « The Death of Captain Marvel » ; avril 1983)[3]
Scénario, dessins et encrage : Jim Starlin[4]
3. Le Retour du Jedi
(Marvel Comics Super Special #27 : « Return of the Jedi » ; octobre 1983)[5]
Scénario : Archie Goodwin - Dessins et encrage : Al Williamson[6]
4. Les Nouveaux Mutants
(Marvel Graphic Novel #4 : « New Mutants - Renewal », juin 1984)[7]
Scénario : Chris Claremont - Dessins et encrage : Bob McLeod[8]
5. Les justiciers du futur
(Marvel Graphic Novel #9 : « Futurians » ; novembre 1984)[9]
Scénario, dessins et encrage : Dave Cockrum[10]
6. 2010, l'année du premier contact
(Marvel Comics Super Special #37 : « 2010 » ; avril 1985)[11]
Scénario : J. M. DeMatteis - Dessins : Joe Barney et Larry Hama - Encrage : Tom Palmer[12]
7. Super Boxeurs
(Marvel Graphic Novel #8 : « Super Boxers » ; juin 1985)[13]
Scénario : John Byrne - Dessins : Ron Wilson - Encrage : Armando Gil[14]
8. Blackstar : Étoile Noire
(Blackstar ; octobre 1985)[15]
Scénario, dessins et encrage : Jean-Yves Mitton
9. Le Surfer d'argent
(Silver Surfer One Shot ; novembre 1985)[16]
Scénario : John Byrne et Stan Lee - Dessins : John Byrne - Encrage : Tom Palmer[17]
10. L'effet Aladin
(Marvel Graphic Novel #6 : « The Aladdin Effect » ; juin 1986)[18]
Scénario : Jim Shooter et David Michelinie - Dessins : Greg LaRocque - Encrage : Vince Colletta[19]
11. La vengeance du Monolithe Vivant
(Marvel Graphic Novel #17 : « Revenge of the Living Monolith » ; novembre 1986)[20]
Scénario : David Michelinie et Jim Owsley - Dessins : Marc Silvestri - Encrage : divers[21]
12. Fatalis Imperator
(Marvel Graphic Novel #27 : « Avengers: Emperor Doom » ; décembre 1987)[22]
Scénario : David Michelinie, Mark Gruenwald et Jim Shooter - Dessins : Bob Hall - Encrage : Bob Hall et Keith Williams[23]
13. Hulk et La Chose
(Marvel Graphic Novel #29 : « The Thing & Hulk: The Big Change » ; juin 1988)[24]
Scénario : Jim Starlin - Dessins et encrage : Bernie Wrightson[25]
14. Thor
(Marvel Graphic Novel #33 : « The Mighty Thor: I, Whom the Gods Would Destroy » ; mars 1989)[26]
Scénario : Jim Shooter et Jim Owsley - Dessins : Paul Ryan - Encrage : Vince Colletta[27]
15. La Cape et L'épée
(Marvel Graphic Novel #34 : « Cloak and Dagger: Predator & Prey » ; juin 1989)[28]
Scénario : Bill Mantlo - Dessins : Larry Stroman - Encrage : Al Williamson[29]
16. Silver Surfer
(Marvel Graphic Novel #38 : « Silver Surfer; Judgment Day » ; septembre 1989)[30]
Scénario : Tom DeFalco, John Buscema et Stan Lee - Dessins : John Buscema - Encrage : John Buscema et Vince Mielcarek[31]
17. Hercule
(Marvel Graphic Novel #37 : « Hercules Prince of Power: Full Circle » ; décembre 1989)[32]
Scénario, dessins et encrage : Bob Layton[33]
18. Docteur Strange et Docteur Fatalis
(Marvel Graphic Novel #49 : « Doctor Strange & Doctor Doom: Triumph and Torment » ; mars 1990)[34]
Scénario : Roger Stern - Dessins : Mike Mignola - Encrage : Mark Badger[35]
19. Demain les monstres, tome 1
(Demain, les monstres ; septembre 1990)[36]
Scénario, dessins et encrage : Jean-Yves Mitton
20. Une aventure du Punisher : L'intrus
(Marvel Graphic Novel #51 : « The Punisher: Intruder » ; décembre 1990)[37]
Scénario : Mike Baron - Dessins et encrage : Bill Reinhold[38]
21. Serval & Nick Fury : Scorpio Connection
(Marvel Graphic Novel #50 : « Wolverine & Nick Fury: The Scorpio Connection » ; mars 1991)[39]
Scénario : Archie Goodwin - Dessins et encrage : Howard Chaykin[40]
22. Silver Surfer : Les prédateurs
(Marvel Graphic Novel #58 : « Silver Surfer: The Enslavers » ; juin 1991)[41]
Scénario : Stan Lee et Keith Pollard - Dessins : Keith Pollard - Encrage : divers[42]
23. Spider-Man : Esprits de la Terre
(Marvel Graphic Novel #63 : « Spider-Man: Spirits of the Earth » ; septembre 1991)[43]
Scénario, dessins et encrage : Charles Vess[44]
24. Hercule
(Marvel Graphic Novel #37 : « Hercules Prince of Power: Full Circle » ; décembre 1991) (re-parution d’invendu)
25. Conan des îles
(Marvel Graphic Novel #42 : « Conan of the Isles » ; mars 1992)[45]
Scénario : Roy Thomas - Dessins : John Buscema - Encrage : Dave Simons[46]
26. L'Arme X
(Marvel Comics Presents (en) #72 : « Weapon X » ; juin 1992)[47]
Scénario, dessins et encrage : Barry Windsor-Smith[48]
27. Silver Surfer : Le retour
(Marvel Graphic Novel #71 : « Silver Surfer: Homecoming »)[49]
Scénario : Jim Starlin - Dessins et encrage : Bill Reinhold[50]
28. Docteur Strange et Docteur Fatalis
(Marvel Graphic Novel #49 : « Doctor Strange & Doctor Doom: Triumph and Torment » ; décembre 1992) (re-parution d’invendu)
29. La mort de Captain Marvel
(Marvel Graphic Novel #1 : « The Death of Captain Marvel » ; mars 1993) (réimpression)
30. Mutant X : Shattershot
(X-Men Legacy Annual #1 / Uncanny X-Men Annual #16 / X-Factor Annual #7 / X-Force Annual #1 ; juin 1993)[51]
Scénario : Fabian Nicieza - Dessins : Jim Lee, Jae Lee, Greg Capullo et Joe Quesada - Encrage : divers[52]
31. Hulk : futur imparfait
(Incredible Hulk : Future Imperfect, vol. 1-2 ; septembre 1993)[53]
Scénario : Peter David - Dessins et encrage : George Pérez[54]
32. Resurrection
(Silver Surfer / Warlock: Resurrection, vol. 1-4 ; décembre 1993)[55]
Scénario, dessins et encrage : Jim Starlin[56]
33. Magnéto
(X-Men Unlimited, vol. 1-2 ; mars 1994)[57]
Scénario : Scott Lobdell et Fabian Nicieza - Dessins : Chris Bachalo et Jan Duursema - Encrage : Dan Panosian[58]
34. Dents de sabre
(Sabretooth : Death Hunt, vol. 1-4 ; juin 1994)[59]
Scénario : Larry Hama - Dessins et encrage : Mark Texeira[60]
35. Daredevil : L'homme sans peur 1/2
(Daredevil: Man Without Fear, vol. 1-3 ; septembre 1994)[61]
Scénario : Frank Miller - Dessins : John Romita Jr. - Encrage : Al Williamson
36. Daredevil : L'Homme sans peur 2/2
(Daredevil : Man Withour Fear, vol. 3-5 ; décembre 1994)[62]
Scénario : Frank Miller - Dessins : John Romita Jr. - Encrage : Al Williamson
37. Liens du sang
(Avengers #368 / X-Men Legacy #26 / Avengers West Coast #101 / Uncanny X-Men #307 / Avengers #369 ; mars 1995)[63]
Scénario : Bob Harras, Fabian Nicieza, Roy Thomas et Scott Lobdell - Dessins : Steve Epting, Andy Kubert, Dave Ross, John Romita Jr. et Jan Duursema - Encrage : Tom Palmer, Matt Ryan, Tim Dzon et Dan Green[52]
38. Daredevil : Renaissance 1/2
(Daredevil #319-322 ; juin 1995)[64]
Scénario : Dan Chichester - Dessins : Scott McDaniel - Encrage : divers[52]
39. Daredevil : Renaissance 2/2
(Daredevil #323-325 ; juin 1995)[65]
Scénario : Dan Chichester - Dessins : Scott McDaniel - Encrage : divers[52]
40. Contes étranges
(Thing, Human Torch and Dr. Strange / Loki's Dream ; décembre 1995)[66]
Scénario : Kurt Busiek et Peter David - Dessins et encrage : Ricardo Villagran et John Estes[52]
41. Elektra : les racines du mal
(Elektra: Root of Evil, vol. 1-4 ; mars 1996)[67]
Scénario : Dan Chichester - Dessins : Scott McDaniel - Encrage : Hector Collazo[68]
42. Univers X
(X-Universe, vol. 1-2 ; juin 1996)[69]
Scénario : Terry Kavanagh et Scott Lobdell - Dessins : Carlos Pacheco - Encrage : Cam Smith[70]
43. Serval & Gambit
(Wolverine/Gambit : Victims, vol. 1-4 ; septembre 1996)[71]
Scénario : Jeph Loeb - Dessins et encrage : Tim Sale[72]
44. Passé Présent
(Amazing Fantasy #16-18 ; décembre 1996)[73]
Scénario : Kurt Busiek - Dessins : Paul Lee - Encrage : divers

## Sources et références
1. 1 2 3 4 5  « Série VF : Top BD », sur comicsvf.com (consulté le 30 décembre 2018).